# 海蒂·拉森
海蒂·拉森（英語：Heidi J. Larson，1957年4月21日—）為美國人類學家，也是「疫苗信度計劃」總監，領導聯合國兒童基金會全球免疫交流，也是《陷入困境：疫苗謠言是如何開始的，為什麼謠言無法終止》一書的作者，於2021年被BBC獲頒為年度百大女性之一。

## 教育和早期職業生涯
海蒂拉森在麻薩諸塞州長大。拉森的父母是牧師與人權倡議者，她於1975年畢業於康涅狄格州肯特市的肯特學校。學校畢業之後於約旦河西岸和尼泊爾的救助兒童會工作。海外的工作經驗促使她對人類學產生了興趣，後來她進入加利福尼亞大學人類學系，並於1990年取得博士學位。在此之後，拉森於1990年代的職業生涯經歷多個企業的工作，包括Apple和Xerox 。最後她進入聯合國兒童基金會研究傳真機對員工工作方式所產生的影響。

## 免疫領域的工作
海蒂拉森在2000年到聯合國兒童基金會，該機構負責多個疫苗接種計畫之全球性工作。在這個期間她發展了與當地衛生工作者合作的專業技術，這個技術用來來破除可能破壞當地疫苗接種計畫的謠言。爾後她在倫敦衛生暨熱帶醫學學創立了「疫苗信度計畫」。計畫持續營運到2020 年，除此之外拉森還教授人類學、風險和決策科學等科目。
拉森自2015年起一直扮演著歐盟在多個國家疫苗接種工作的領導角色，範圍包括塞拉利昂、盧安達、剛果民主共和國和烏干達。這些疫苗項目的工作重點是查明可能降低疫苗施打的傳言，並有效打擊謠言。該計畫小組在伊波拉疫苗接種工作開始後，現在正在處理有關流感和 COVID-19的迷思。
在近年的職涯當中，拉森不但擔任健康指標與評估研究所 (IHME) 的歐洲倡議總監，同時還擔任華盛頓大學全球健康系的臨床副教授。
拉森形容自己是個“有耐心的樂觀主義者”。在很早期她就明白自己必須做出很多的努力來打擊有關疫苗的錯誤信息。聯合國兒童基金會前執行總監卡羅爾貝拉米說，拉森不是只在大喊「天要塌了」，而是對大家高喊著：「若我們不做點什麼，天才會塌下來」
在2021年2月發表的一篇論文中，拉森承認自己與疫苗製造商的合作、顧問委員會身份以及接受來自疫苗製造商的資助，尤其是葛蘭素史克和默克公司製藥公司。
拉森於2021年被BBC列為百大女性之一 。

## 私人生活
拉森的丈夫為比利時病毒學家彼得·皮奥特。

## 出版刊物
- Larson, Heidi J. . Oxford: Oxford University Press. 2020. ISBN 9780190077242.
- de Figueiredo, Alexandre; Simas, Clarissa; Karafillakis, Emilie; Paterson, Pauline; Larson, Heidi. . The Lancet. 2020-09-10, 396 (10255): 898–908. PMC 7607345 . PMID 32919524. doi:10.1016/S0140-6736(20)31558-0 .
- Larson, Heidi J.; Figueiredo, Alexandre de; Xiahong, Zhao; Schulz, William S.; Verger, Pierre; Johnston, Iain G.; Cook, Alex R.; Jones, Nick S. . EBioMedicine. 2016-10-01, 12: 295–301  [2023-04-22]. ISSN 2352-3964. PMC 5078590 . PMID 27658738. doi:10.1016/j.ebiom.2016.08.042. （原始内容存档于2019-06-02）.

## 外部連結
- Morrison, J. Stephen. . Center for Strategic and International Studies. 2010-09-17  [2023-04-22]. （原始内容存档于2023-04-27）.

ategory:倫敦衛生與熱帶醫學院教師